# 大頭竹節蟲屬
大頭竹節蟲屬是竹節蟲科大頭竹節蟲亞科的一個屬，英文中俗稱「薄荷竹節蟲」（peppermint stick insects）。本屬包含12種物種，分布範圍包括臺灣、日本、婆羅洲、新幾內亞、华莱士区（奧比群島、布魯島、卡伊群島）、索羅門群島、俾斯麥群島、澳洲東北部、萬那杜與斐濟等地。
此類竹節蟲有警戒色，且具化學防禦機制，在受到威脅時會自前胸的臭腺噴出有薄荷味的刺激性液體，可嚇阻節肢動物、爬行類與鳥類等天敵的捕食。

## 分類歷史
大頭竹節蟲屬於1871年由德國博物學家約翰·雅可布·庫普發表描述，1908年德國昆蟲學家约瑟夫·雷登巴赫（Josef Redtenbacher）發表了本屬的第一版檢索表，包括M. batesii、M. alpheus、M. phelaus與M. nigrosulfurea（新種）；1932年日本昆蟲學家素木得一發表臺灣的新種津田氏大頭竹節蟲（M. tsudai）。2007年有學者對本屬物種的分類與學名進行整理，2020年研究人員基於分子生物學與形態學證據將本屬自平頭竹節蟲亞科移出，歸入新的亞科「大頭竹節蟲亞科」中，並作為該亞科的模式屬。

## 形態
本屬雌蟲身體較雄蟲粗壯；雄蟲的翅幾乎與腹部等長，雌蟲的翅則一般不到腹長的一半。

## 物種
大頭竹節蟲屬現包含以下12種物種：

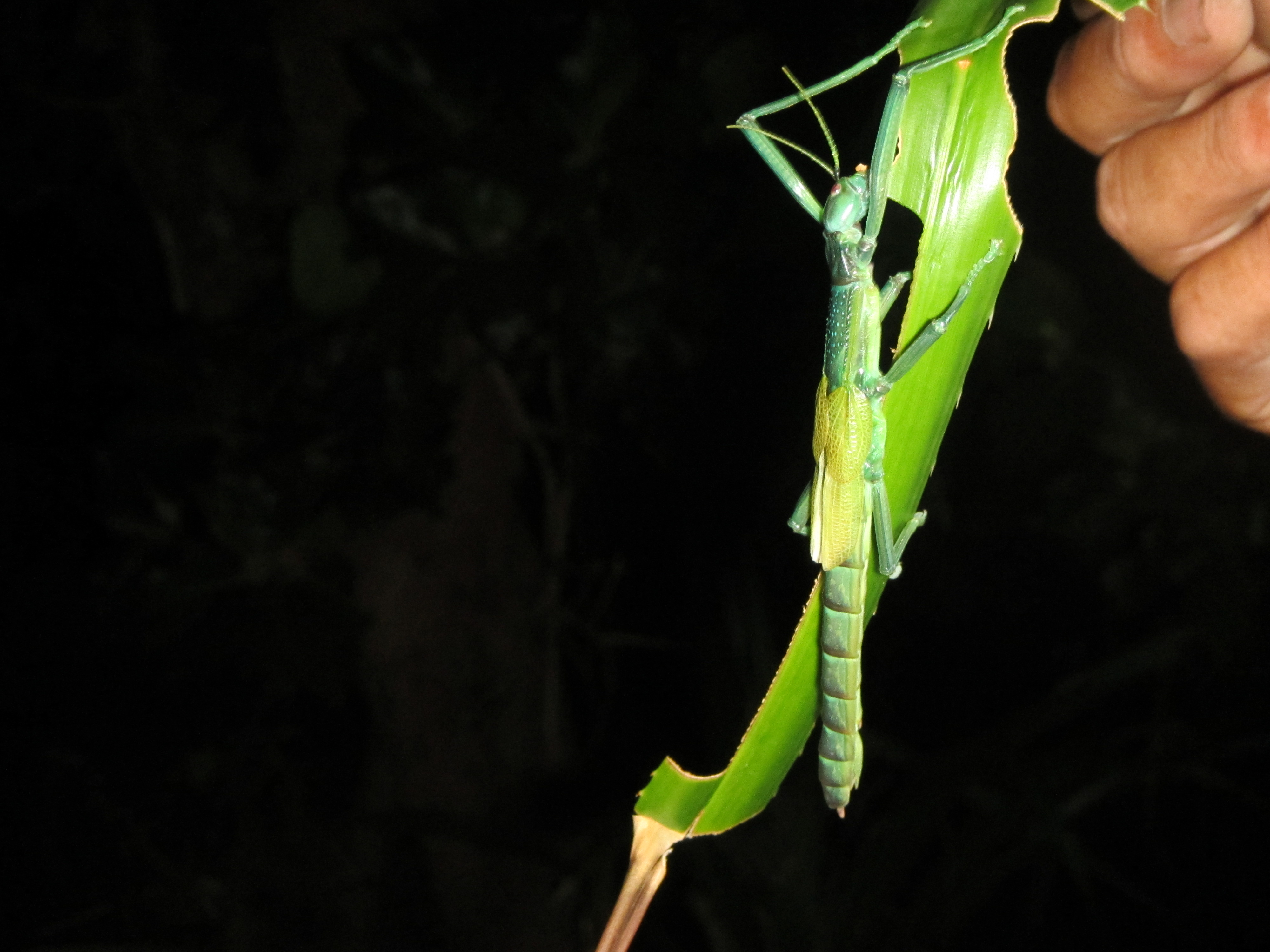
津田氏大頭竹節蟲

- Megacrania alpheus（瑞典语：Megacrania alpheus）：分布於菲律賓[註 1]
- Megacrania artus（瑞典语：Megacrania artus）：分布於俾斯麥群島的阿得米拉提群島
- Megacrania batesii：分布於新幾內亞、俾斯麥群島與澳洲
- Megacrania brocki（瑞典语：Megacrania brocki）：分布於南摩鹿加群島
- Megacrania nigrosulfurea（瑞典语：Megacrania nigrosulfurea）：分布於新幾內亞
- Megacrania obscurus（瑞典语：Megacrania obscurus）：分布於萬那杜埃法特島
- Megacrania phelaus（瑞典语：Megacrania phelaus）：分布於索羅門群島、斐濟
- Megacrania rentzi（瑞典语：Megacrania rentzi）：分布於婆羅洲
- Megacrania spina（瑞典语：Megacrania spina）：分布於新幾內亞
- 津田氏大頭竹節蟲 Megacrania tsudai：分布於臺灣恆春、綠島、蘭嶼與日本八重山群島的西表島與石垣島
- Megacrania vickeri（瑞典语：Megacrania vickeri）：分布於俾斯麥群島的阿得米拉提群島
- Megacrania wegneri（瑞典语：Megacrania wegneri）：分布於印度尼西亞、新幾內亞與帛琉

## 註腳
1. ↑  選模標本標記為錫蘭，應為訛誤。